# Маёвка (Башкортостан)
Маёвка (баш. Маевка) — деревня в Мишкинском районе Башкортостана. Входит в Чураевский сельсовет.

## Географическое положение
Расстояние до:
- районного центра (Мишкино): 36 км,
- центра сельсовета (Чураево): 3 км,
- ближайшей ж/д станции (Загородная): 105 км.

## Население
| 2002 | 2009 | 2010 |
| ---- | ---- | ---- |
| 40   | ↘39  | ↗49  |